# پی فرولیش
پی فرولیش (آلمانی: Pea Fröhlich؛ ‏ ۱۹ اوت ۱۹۴۳ – ۲۰۲۲) فیلم‌نامه‌نویس و روان‌شناس اهل آلمان بود.
از فیلم‌ها یا مجموعه‌های تلویزیونی که وی در آن‌ها نقش داشته‌است، می‌توان به ازدواج ماریا براون، اشتیاق ورونیکا فوس، دختر و پلیس و صحنه جرم اشاره نمود.